# Пожарское сельское поселение (Приморский край)
Пожарское се́льское поселе́ние — сельское поселение в Пожарском районе Приморского края.
Административный центр — село Пожарское.

## История
Статус и границы сельского поселения установлены Законом Приморского края от 7 декабря 2004 года № 191-КЗ «О Пожарском муниципальном районе»

## Население
| 2005  | 2010  | 2011  | 2012  | 2013  | 2014  | 2015  |
| ----- | ----- | ----- | ----- | ----- | ----- | ----- |
| 2324  | ↘1649 | ↘1640 | ↘1598 | ↘1594 | ↘1547 | ↘1508 |
| 2016  | 2017  | 2018  | 2019  | 2020  | 2021  |       |
| ↘1469 | ↘1434 | ↘1376 | ↘1307 | ↘1267 | ↘1103 |       |

## Состав сельского поселения
В состав сельского поселения входят 3 населённых пункта:
| № | Населённый пункт | Тип населённого пункта       | Население |
| - | ---------------- | ---------------------------- | --------- |
| 1 | Никитовка        | село                         | ↘174      |
| 2 | Пожарское        | село, административный центр | ↘1263     |
| 3 | Совхоз Пожарский | село                         | ↘212      |

## Местное самоуправление
Администрация
Адрес: 692020, с. Пожарское, ул. Ленинская, 22. Телефон: 8 (42357) 34-1-67
Глава администрации
- Гнедых Андрей Владимирович